# Договор в Труа

Договор в Труа — договор, заключённый между французами и англичанами в период Столетней войны 21 мая 1420 года во французском городе Труа. Он был следствием битвы при Азенкуре, где победили англичане, и гласил, что Генрих V, король Англии, объявляется наследником Карла VI Безумного, короля Франции, в обход законного наследника дофина (будущего Карла VII), что фактически означало присоединение Франции к Англии. Традиционно пишут, что этим договором дофин объявлялся незаконнорождённым, тем не менее, в пунктах договора прямых упоминаний этого нет.

## История

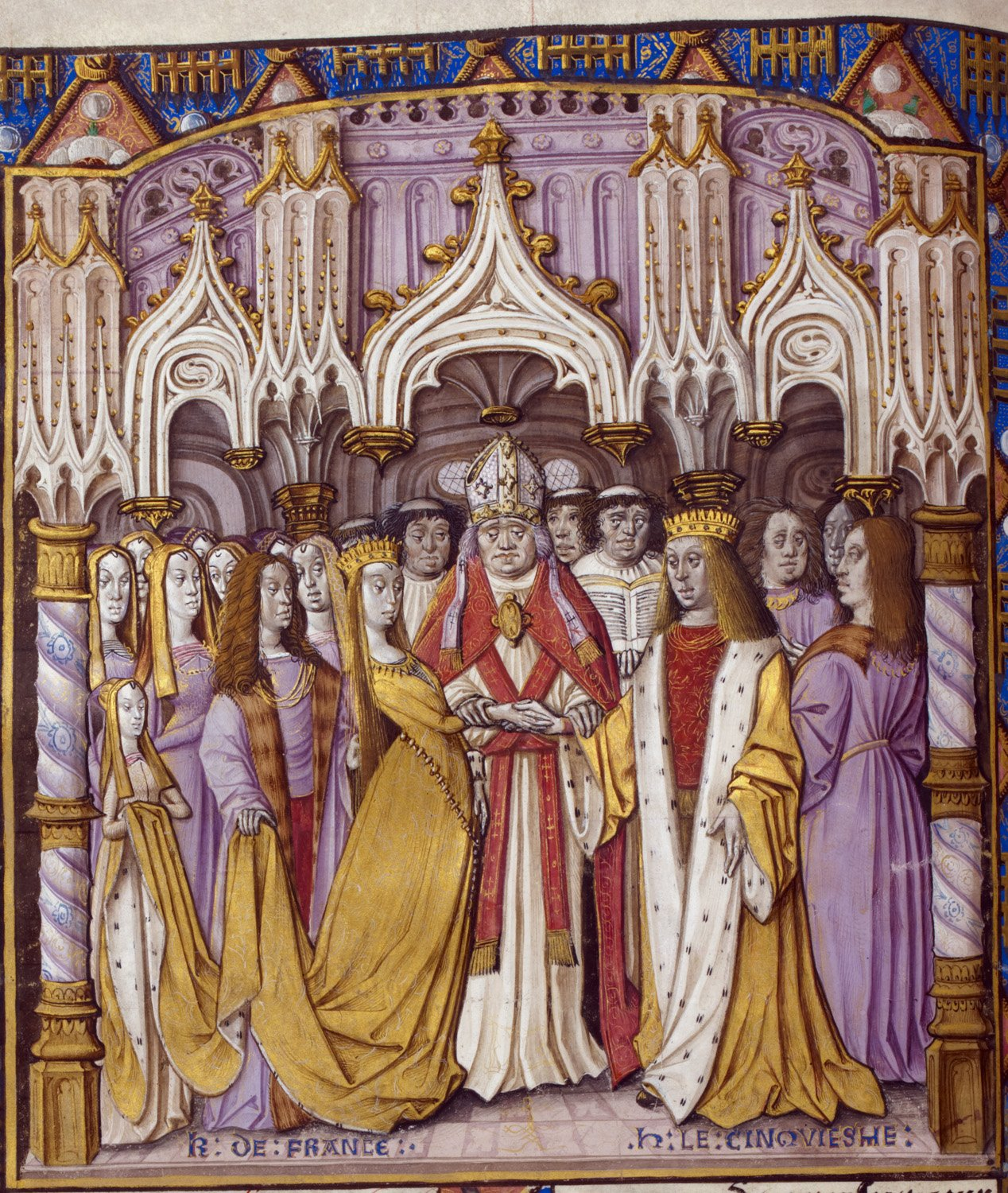
Венчание Генриха V и Екатерины Валуа.

В 1415 году Генрих V после завершения внутренней междоусобицы в Англии вернулся к вопросу войны во Франции. Он высадился с войсками на французском побережье и нанёс своим противникам сокрушительное поражение в битве при Азенкуре. Три года спустя сторонники дофина убили Жана Бесстрашного, герцога Бургундского. Его сын и наследник Филипп Добрый в отместку вступил в альянс с англичанами.
Договор в Труа был подготовлен сторонниками бургиньонов (бургундцев). Инициаторами заключения договора с французской стороны стали королева Изабелла Баварская (жена Карла VI) и бургундский герцог Филипп Добрый. Значительную роль в подготовке этого договора сыграл епископ Пьер Кошон, впоследствии вошедший в историю как главный палач Орлеанской Девы.
В мае 1420 года герцог Филипп и его сообщница Изабелла привезли невменяемого Карла VI в подвластный бургундцам город Труа. «Там король подписал документ, значение которого он вряд ли понимал до конца». Народная молва считала, что рукой Карла VI «водила» королева Изабелла, и нарекла её погубительницей французского королевства.
14 июня состоялось венчание английского короля Генриха V и Екатерины Валуа в церкви святого Иоанна в Труа. 6 декабря 1421 года родился их первый сын, будущий Генрих VI.
После того, как Генрих в июле 1420 года вступил (со своей армией) в Париж, французские Генеральные штаты ратифицировали этот договор.

## Условия
Этот договор являлся попыткой лишить наследства дофина, единственного оставшегося в живых сына Карла VI Безумного. Согласно договору, Генрих V женится на сестре дофина, принцессе Екатерине Валуа, и он (вместе с их будущими сыновьями) объявлялись в будущем преемниками Карла VI.
Договор в Труа фактически объединял короны Англии и Франции. Франция утрачивала свою независимость и становилась частью объединённого англо-французского королевства. До конца своей жизни по договору Карл VI и его супруга Изабелла Баварская сохраняли титулы короля и королевы Франции. С их кончиной самое понятие французского королевства как самостоятельной политической единицы отменялось, а династии объединялись. («В западноевропейской историографии широко распространено мнение о том, что этот договор привел к образованию сложного в статусно-правовом отношении государственного образования, обычно называемого двуединой монархией», но в русской историографии этот термин обычно не используется). Стороны надеялись прекратить Столетнюю войну и оставить Францию в руках энергичного и способного английского короля.

### Договор
Сам договор по форме представляет собой указ французского короля. Договор написан на латыни, состоит из преамбулы, 31 статьи, текста клятвы и заключения. Логически он делится на две части: до и после текста клятвы. В первой части содержатся статьи, которые с позиций того времени, вероятно, считались наиболее важными: это общие положения, определяющие статус королевства, и частные положения, затрагивающие интересы монарших особ. Клятва является своеобразным итогом, в котором обобщаются идеи первых 13 статей.
- Английский король Генрих женится на принцессе Екатерине. Ей предоставлялось приданое — бывшие земли покойной королевы Бланки Наваррской, супруги Филиппа VI (пункт № 1).
- Генрих обязывается почитать Карла VI и Изабеллу Баварскую как отца и мать согласно их высокому положению (пункты № 2-5).
- Он оставляет Карлу VI его корону и пожизненное право пользования доходами с королевства.
- После смерти короля французская «корона и королевство Франция останутся и будут у сына нашего короля Генриха и наследника нашего в будущем» и его наследников (будущих сыновей французской принцессы) (пункт № 6).
- «Если жестокий недуг будет препятствовать» Карлу VI «должным образом принимать решения или окажемся лишены возможности исполнять обязанности в королевстве, в этом случае в течение всей нашей жизни право и исполнение обязанностей по правлению и управлению государством вышеупомянутого королевства Франции будут принадлежать и останутся во веки у вышеупомянутого Сына нашего короля Генриха» (пункт № 9). Исследователи отмечают: если принять во внимание, что жестокий недуг мешал французскому королю выполнять свои обязанности постоянно, то очевидно, что данный пункт фактически означал передачу власти Генриху на правах регента с момента подписания договора. Пункт 22 прямо предписывает английскому королю до конца жизни Карла VI именоваться и подписываться регентом Франции. Чтобы не произошло путаницы в терминах, в договоре новый титул Генриха V прописан на французском (heritier) и на латинском (haeres) языках. Вместе с тем, статья 21 запрещала Генриху до смерти Карла VI именоваться французским королём[3].
- Специальная статья поручала английскому королю привести в повиновение города и провинции, сохранившие верность «самозванному» дофину (№ 12).
- Французские принцы, вельможи, коммуны и простые граждане принимают присягу Генриху V как регенту и клянутся после смерти Карла VI признать его законным королём Франции (№ 13).
- Герцогство Нормандия переходило до смерти Карла VI в прямое владение Англии, в то время как другие земли, которые захватил или захватит Генрих V, должны будут считаться частью французской территории (№ 14)
- Филипп Добрый и его вассалы сохраняли свои феоды во всех частях Франции, в том числе и в Нормандии. Статья 27 прямо предписывает Генриху V править в союзе с герцогом Бургундским (№ 15). (Подобная формулировка даже позволила К.Фаулеру говорить, что двуединая монархия должна была стать англо-бургундским кондоминиумом)[4].
- Карл Валуа (дофин) объявляется мятежником и убийцей и лишается всех прав и владений, исключаясь из линии престолонаследия («При рассмотрении страшных и удивительных преступлений и злодеяний, совершенных против королевства Франции Карлом, так называемого „дофином“, мы согласились с тем, что мы (король Карл VI), наш сын (то есть зять) Генрих, а также наш дражайший сын (тоже зять) Филипп, герцог Бургундии, никогда не будем стремиться к миру или дружбе с вышеупомянутым Карлом»)[5]. Никаких замечаний о его незаконнорожденности нет; единственное, что Карл VI (вернее, составитель документа), не использует в отношении него слово «сын», в отличие от своих зятьев Генриха и Филиппа Доброго.

## Последствия

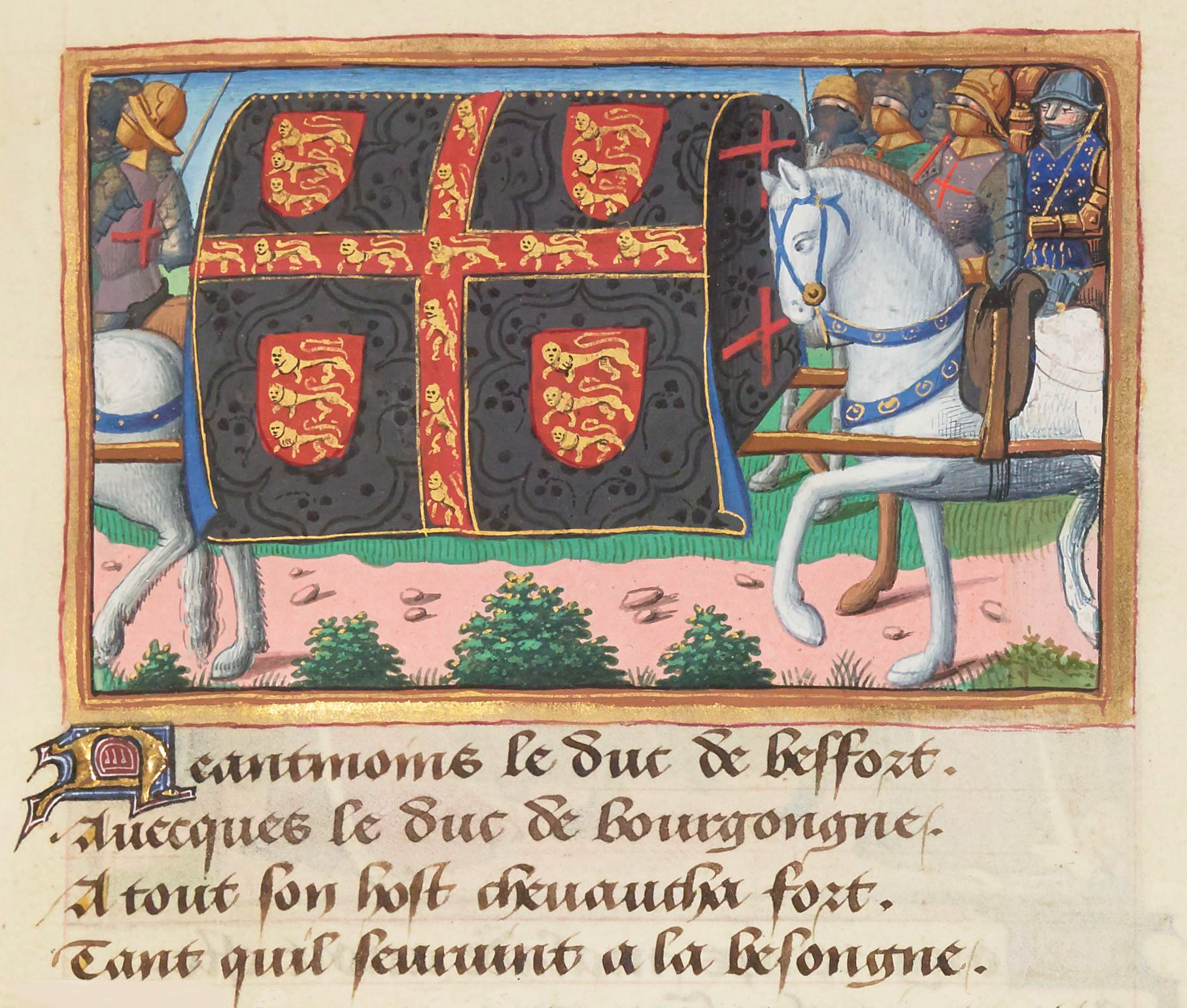
Похороны короля Генриха V. «Вигилии короля Карла VI».

Сотрудничество бургундцев с англичанами позволило арманьякам выступить в обличье защитников национальных интересов. Патриотическая реакция сделала партию арманьяков, которую до этого «поносил любой парижанин», представительницей национального дела.
Договор не оказался настолько успешным, как этого ожидали, поскольку, Генрих V внезапно скончался в 1422 году в возрасте всего 36 лет от «антонова огня», а Карл VI умер спустя два месяца. Генрих V, таким образом, не смог принять наследство и корону Франции. Это обстоятельство стало в 1435 году для Филиппа Доброго предлогом для выхода из договора в Труа и перехода на сторону Карла VII. Номинальным правителем обеих стран оказался 10-месячный Генрих VI, сын Екатерины Валуа, за которого стал править его дядя, герцог Бедфорд. Для того чтобы совершить над ним обряд коронования, нужно было ждать целых 9 лет. 
Дофин Карл отказывался признать договор, согласно которому его лишили престола, и провозгласил себя наследником отца. Он взял под контроль французский регион с центром в городе Бурже, благодаря чему заслужил от своих врагов насмешливую кличку «буржский королёк». Однако дофин Карл, невзирая на условия мира, провозгласил себя королём Франции Карлом VII и начал борьбу за трон. Его власть признали некоторые провинции, расположенные в центре страны, на юге (Лангедок), юго-востоке (Дофине) и юго-западе (Пуату). Не уступая по размерам областям, занятым англичанами, эти земли, однако, были менее богатыми и экономически развитыми. Окружённые и разрезанные владениями англичан и герцога Бургундского, они не составляли компактной территории.
Итогом труасского договора стало возникновение и существование на протяжении 1420-1440-х гг. трёх Франций: ланкастерской, включавшей Нормандию, ряд центральных областей Франции и Гиень; бургиньонской, куда входили Бургундия, Ниверне, Пикардия и ряд прилегающих территорий, и владений дофина, куда входили в основном земли южнее Луары.
Для Франции начался новый этап борьбы — война за независимость, в ходе которой дофину удалось одержать ряд военных побед над англичанами и их французскими сторонниками и вернуть себе власть. Английские монархи, тем не менее, продолжали утверждать, что имеют право на французскую корону, вплоть до 1802 года — признания Французской республики в соответствии с Амьенским договором.